# Мороцука
32°30′44″ пн. ш. 131°19′49″ сх. д. / 32.51222° пн. ш. 131.33028° сх. д.
Мороцука (яп. 諸塚村) — село в Японії, в префектурі Міядзакі.